# Józefków (Opole)
Pour les articles homonymes, voir Józefków.
Józefków est une localité polonaise de la gmina et du powiat de Namysłów en voïvodie d'Opole.